# Doheny-Meister
Als Doheny-Meister (engl. Doheny Master) wird ein namentlich nicht bekannter  Buchmaler  bezeichnet, der um 1520 oder 1530 in einer Werkstatt in Frankreich in Tours oder Paris tätig war. Er ist einer der unter dem Namen 1520er Werkstatt  zusammengefassten Maler, zu denen weiter der Rosenwald-Meister, der Meister der Claude de France und der Meister der Getty-Episteln gehören.
Der Doheny-Meister erhielt seinen Notnamen nach den von ihm geschaffenen Illustrationen zu einem Manuskript der Bibel. Das mit fast hundert farbenreichen Miniaturen mit biblischen Szenen illustrierte Buch befand sich in der Neuzeit im Besitz von Estelle Doheny, Kunstmäzenin und Sammlerin von Manuskripten aus Los Angeles in den Vereinigten Staaten.